# Andreas Nicolai (kyrkoherde i Piteå)
Andreas Nicolai, född i Öjebyn, Piteå landsförsamling, död 1600 i Piteå landsförsamling, var en svensk kyrkoman och riksdagsman.

## Biografi
Andreas Nicolai var son till birkarlen Nils Olofsson och farbror till ärkebiskop Nicolaus Olai Bothniensis. Han var kaplan i Luleå, innan han 1555 blev hovpredikant hos Gustav Vasa en tjänst som inbegrep överseende av lappfogdarnas räkenskaper. 1566 utnämndes han till kyrkoherde i sin hemförsamling Piteå, där han sedermera blev prost. Som sådan predikade han i Lappmarkerna.
Han var undertecknare vid riksdagen 1569, undertecknade Johan III:s liturgi 1577 men också beslutet från Uppsala möte, och verkar strax därefter ha förlorat prosttjänsten.
Andreas kombinerade sin prästgärning med landsköp och handel med Stockholm samt renskötsel. Han ägde en av de äldsta kända sågkvarnarna i trakten. För sina borgerliga förehavanden hamnade han i ovänskap med "prästeplågaren", fogden Olof Andersson Burman. Vid Älvsborgs lösen var han den rikaste prästen i Norrland.

### Familj
Hans hustrus namn är inte känt, men hon torde ha kommit från Stockholm. De fick tillsammans barnen Nicolaus Andreae Rhen kyrkoherde i Piteå landsförsamling, Anders Andersson lappfogde i Pite lappmark och en dotter.